# Annay (Passo di Calais)
Annay è un comune francese di 4 345 abitanti situato nel dipartimento del Passo di Calais nella regione dell'Alta Francia.

## Società

### Evoluzione demografica
Abitanti censiti